# Principado de Wy
El Principado de Wy es una micronación reclamada en Australia que se encuentra en el suburbio de Mosman en Sídney. Es una comunidad no reconocida y no ha sido reconocida a nivel local o nacional.
En 2004, Paul Delprat afirmó separarse de Mosman y desarrollar su propia micronación en respuesta a una larga disputa con el gobierno del consejo local. Después de 20 años de buscar el permiso de planificación, perdió su apelación en 2013.

## Historia
En 1993, la familia Delprat solicitó construir un camino de entrada a su casa sobre una carretera sin construir, lo que llevó a una larga batalla con el consejo de Mosman que finalmente perdieron. Finalmente, el 15 de noviembre de 2004, Paul Delprat afirmó separarse de Mosman, aunque no de Australia, alegando que era un príncipe del Principado de Wy.
La comunidad ha sido notada por medios de comunicación internacionales y locales, incluidos Sky News, The Daily Telegraph UK,The Sydney Morning Herald,The Daily Telegraph (Sydney),The National (Abu Dhabi) y el Kuwait Times. Sin embargo, aún no existe un reconocimiento local, nacional o internacional de la comunidad.
Delprat asistió a la primera conferencia australiana de líderes de micronaciones en la isla Dangar en 2010, que fue patrocinada por la Universidad Macquarie.

## Contribución a las artes
La comunidad es un mecenas activo del arte y patrocina un premio de arte. También se ha invitado a representantes del principado a inaugurar exposiciones y dar charlasen la comunidad local y en todo el estado. Reseñas de arte y artículos han aparecido en los boletines de la sociedad de arte y se publican en el sitio web del Principado de Wy en apoyo de artistas locales y de renombre. Las exposiciones privadas se llevan a cabo dentro del principado por invitación y las exposiciones públicas están abiertas en la embajada en Georges Heights, presentando obras de artistas nuevos y emergentes.

## En la cultura popular
Wy es un personaje de la serie web japonesa de cómic, manga y anime Hetalia: Axis Powers sobre naciones antropomórficas y micronaciones. Wy es representada como una joven de baja estatura que se ha dicho que tiene dotes artísticas. El 13 de septiembre de 2010, el príncipe Paul de Wy publicó una pintura del personaje en su blog. Si bien originalmente no había una referencia directa a Hetalia en la publicación, es probable que se le informara sobre la existencia del personaje. Más tarde, la publicación se actualizó nombrando la serie en sí.